# Голованово (посёлок, Рязанская область)
Голованово — посёлок в России, расположен в Клепиковском районе Рязанской области. Входит в состав Бусаевского сельского поселения.

## География
Посёлок Голованово расположен примерно в 30 км к юго-востоку от центра города Спас-Клепики. Ближайшие населённые пункты — посёлок Курша 1 и хутор Голованово к северу, деревня Култуки к востоку и деревня Ольгино к западу.

## История
Поселок был основан в конце 20-х годов XX века при строительстве станции Голованова Дача Рязанско-Владимирской узкоколейной железной дороги (открыта в 1927 г.). Название посёлок получил от расположенного неподалёку хутора Голованово, существовавшего ещё в XIX веке.

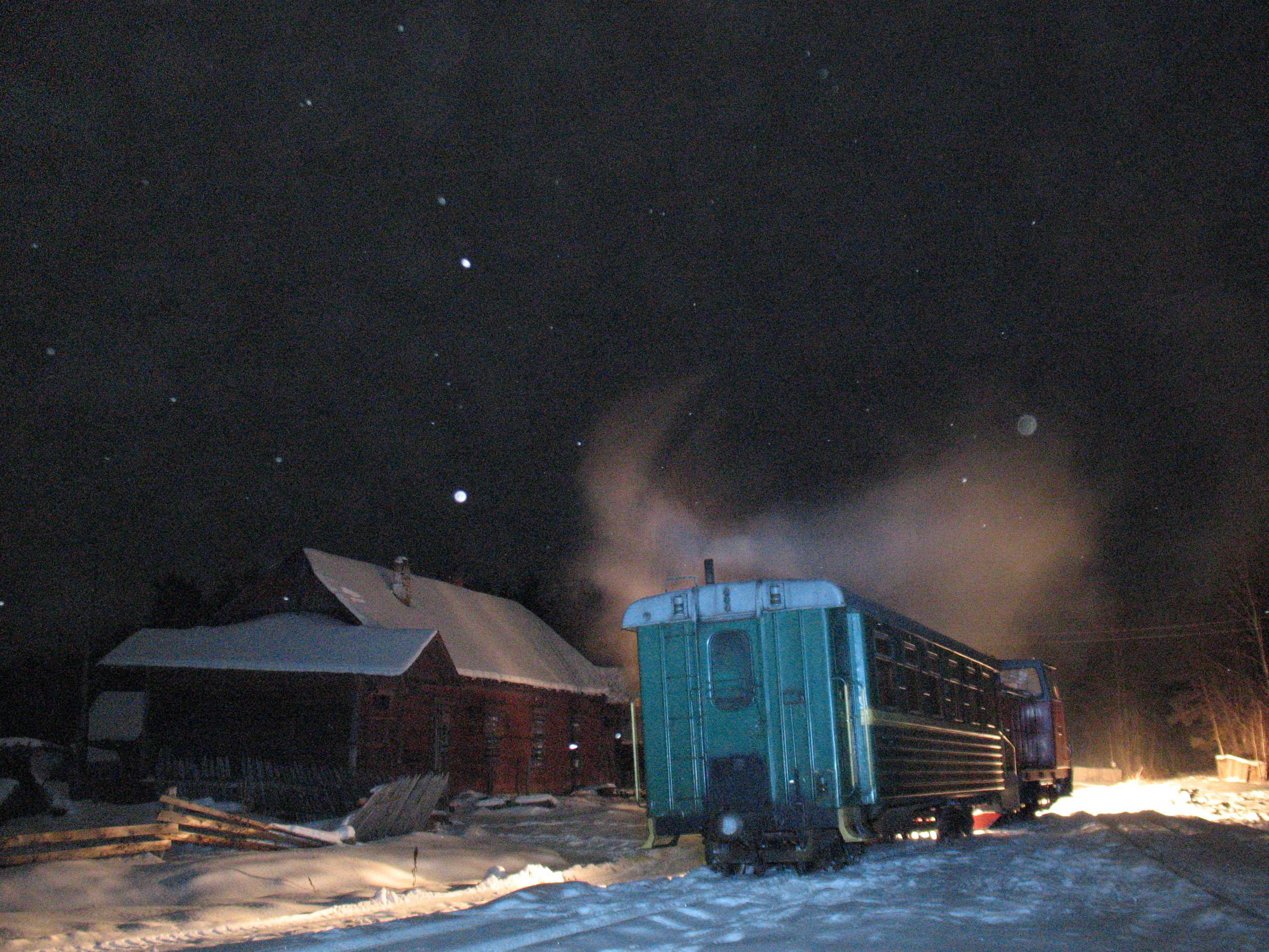
Поезд у вокзала Голованова Дача, 31 декабря 2007 года

В 2008 году движение по узкоколейной железной дороге прекратилось, а в 2011 году она была разобрана. Во время лесных пожаров 2010 г. население посёлка было эвакуировано, но сам посёлок не пострадал.

## Население
| 2010 |
| ---- |
| 83   |

## Транспорт и связь
После закрытия узкоколейной железной дороги сообщение с посёлком осуществляется по грунтовым дорогам.
Посёлок обслуживает отделение почтовой связи пгт Тума (индекс — 391001).